# Rick Hoffman
Rick Edward Hoffman (Nova Iorque, 12 de junho de 1970) é um ator estadunidense. Ele é mais conhecido pelo seu papel como Louis Litt na série de televisão da USA Network Suits,
e tambem conhecido por interpretar Jerry Best no seriado da Fox The Bernie Mac Show (2002–2005), Chase Chapman na série de comédia da ABC Samantha Who? (2007–2009)
.

## Vida Pessoal
Hoffman nasceu na cidade de Nova York, filho de Charles e Gail Hoffman. Ele cresceu em Roslyn Heights, Nova York, com seu irmão Jeff Hoffman. Ele é judeu.Ele se formou na The Wheatley School em Old Westbury, Nova York, antes de frequentar a Universidade do Arizona, com especialização em artes teatrais. Depois de se formar, mudou-se para Los Angeles, Califórnia, para iniciar a carreira de ator.

## Carreira
Hoffman foi escalado para seu primeiro papel, como guarda de segurança em Teoria da Conspiração, em 1997. Ele teve alguns outros pequenos papéis até receber o papel principal como Freddie Sacker na curta série de Wall Street de Darren Star, The $treet em 2000, que foi retirado do ar após sete episódios, mas que lhe permitiu largar o emprego como garçom e voltar para Nova York. Seus papéis subsequentes na TV incluíram Terry Loomis no drama jurídico de Steven Bochco, Philly, em 2001-2002, Jerry Best em The Bernie Mac Show (2002-2005), Patrick Van Dorn na comédia de John Stamos, Jake in Progress (2004–2005)[5] e Chase Chapman na comédia da ABC Samantha Who? (2007–2009). Em 2011, ele conseguiu o papel de Louis Litt na série Suits da USA Network, que durou até 2019.
Seus outros trabalhos na TV e no cinema incluem The Day After Tomorrow, Blood Work, Hostel, Cellular e The Condemned. Ele também apareceu como convidado em CSI: Miami, Chuck, The Pretender, Law & Order: SVU, NCIS, Crossing Jordan, Without a Trace, The Practice, CSI: NY, CSI: Crime Scene Investigation, Shark, Lie to Me , Andy Richter controla o universo, Monk, bilhões e o mentalista.

## Filmografia

### Cinema
| Ano  | Título                 | Papel                     |
| ---- | ---------------------- | ------------------------- |
| 1997 | Conspiracy Theory      | Segurança                 |
| 1998 | Lethal Weapon 4        | Policial                  |
| 2002 | Blood Work             | James Lockridge           |
| 2004 | The Day After Tomorrow | Empresário de Nova Iorque |
| 2004 | Our Time Is Up         | Gay Man                   |
| 2004 | Cellular               | Advogado                  |
| 2005 | Jake in Progress       | Patrick Van Dorn          |
| 2005 | Hostel                 | Empresário estadunidense  |
| 2007 | Smiley Face            | Angry Face                |
| 2007 | The Condemned          | Goldy                     |
| 2007 | Hostel: Part II        | Empresário estadunidense  |
| 2007 | Postal                 | Mr. Blither               |
| 2014 | Locker 13              | Armando                   |

### Televisão
| Ano        | Título                             | Papel                     |
| ---------- | ---------------------------------- | ------------------------- |
| 2000       | The $treet                         | Freddie Sacker            |
| 2001–2002  | Philly                             | Terry Loomis              |
| 2002–2005  | The Bernie Mac Show                | Jerry Best                |
| 2002       | Andy Richter Controls the Universe | Arnich                    |
| 2002       | Crossing Jordan                    | Phil Berman               |
| 2003, 2009 | CSI: Miami                         | Bruno Gomez/Darren Ripley |
| 2004       | The Practice                       | D.A. Harvey Clarke        |
| 2004       | Monk                               | Agente Kohlms             |
| 2005       | CSI: NY                            | Dr. Miles Feldstein       |
| 2006       | Commander in Chief                 | Lance Addison             |
| 2006       | American Dad!                      | John Hinkley (voz)        |
| 2007       | Chuck                              | Agent Scary               |
| 2007       | CSI: Crime Scene Investigation     | Michael Raykirk           |
| 2007       | Shark                              | Sam Harris                |
| 2007–09    | Samantha Who?                      | Chase Chapman             |
| 2008       | Law & Order: Special Victims Unit  | Gary Lesley               |
| 2008       | Las Vegas                          | Scott Noel                |
| 2008       | NCIS                               | Kelvin Ridgeway           |
| 2008       | Leverage                           | Alan Hoss                 |
| 2009       | Knight Rider                       | Christopher Stevens       |
| 2009       | Lie to Me                          | Peters                    |
| 2010       | Better Off Ted                     | Veridian Foundation Head  |
| 2010       | Human Target                       | Shelly                    |
| 2010       | The Mentalist                      | Christopher Lynch         |
| 2010       | Numb3rs                            | Award Show Producer       |
| 2011–2019  | Suits                              | Louis Litt                |
| 2016       | Ballers                            | NFL PA Rep                |